# 荻谷信男
荻谷 信男（おぎや のぶお、1918年2月20日—1944年2月13日）是太平洋战争时期的大日本帝国海军的战斗机搭乘员。茨城县出身。在世时的阶级是上等飞行兵曹，战死后被任命为飞行兵曹长。1943年（昭和18年）3月加入第二八一海軍航空隊（281空），1944年（昭和19年）1月20日转入204空。撃墜数公认是24架。